# Pacific Daily News
Pacific Daily News dříve nazývané  Guam Dily News jsou deník vydávaný v Hagåtñě na Guamu ve Spojených státech amerických. Založil jej v roce 1951 Joseph Flores, který se později stal guamským guvernérem.
Noviny, zkracované PDN,  nabízejí čtenáři jednak regionální zprávy z Guamu a Mikronésie, jednak i zprávy ze světa. Mají náklad zhruba dvacet tisíc výtisků.